# Muhajirun
Con il termine Muhājirūn in arabo مهاجرون‎? si indicano i musulmani della primissima ora che, con il loro profeta Maometto, si mossero dalla natia Mecca alla volta di Medina (Yathrib) effettuando l'egira. Come tutti coloro che frequentarono il profeta, sono inclusi nella categoria dei Compagni, creando una distinzione con gli Ausiliari (Ansār) di Yathrib che, pure, avevano contribuito in maniera determinante all'affermazione della prima comunità (Umma) islamica.
Tali convertiti all'Islam per il fatto di aver condiviso subito col loro Profeta ansie e pericoli, sono infatti considerati una categoria eccellente e il termine si estese a tutti i concittadini meccani del Profeta che abbracciarono l'Islam e si diressero a Medina prima della conquista di Mecca del 630.